# Giovanni Battista Giovio
Giovanni Battista Giovio usó el seudónimo de Poliante Lariano, (Como, 10 de diciembre de 1748 - id., 17 de mayo de 1814) fue un novelista, histórico,  italiano.

## Literatura
Fue un escritor prolífico. Sus novelas, escritas en italiano, incluyen nombres como :

## Obra

### Epistolario
- Lettere dei conti Roberti e Giovio, Como 1785);

## Diccionarios razonados
- Elogio funebre per Maria marchesa Porro Odescalchi (Lugano 1778);
- Elogio di mons. Paolo Giovio lo storico, Elogio di Benedetto Giovio (entrambi editi a Modena nel 1783);
- Elogio di mons. Paolo Giovio il giovane, vescovo di Nocera…, con l'aggiunta di lettere riguardanti il Concilio di Trento (ibid. 1786);
- Elogio dell'Algarotti ed Elogio di Andrea Palladio, in Elogi italiani, a cura di A. Rubbi, V e XI, Venezia 1782 ss.;
- Elogio dell'abate Roberti (Bassano 1787), che (con G.B. Roberti, Lettera al conte G.B. G. sopra Giacomo da Ponte pittore, detto il Bassan vecchio, e risposta del medesimo, Lugano 1777,
- Notizie di Giuseppe Rovelli all'egregio conte Cerati (ibid. 1813);
- Della vita e degli scritti del cav. C. Castone conte della Torre di Rezzonico (apparso postumo nelle Opere del Della Torre di Rezzonico, ibid. 1815, I, pp. XLI-CXIX)
- Memorie intorno al sacerdote bibliotecario Betoldi (ibid. 1802; il Betoldi era stato l'istitutore dei suoi figli);

## Trabajos filosóficos y ascéticos
- Operette ed epiloghi interessanti la religione ed il cuore (ne uscirono i primi quattro volumi: ibid. 1793 e 1796, Milano 1799);
- Massime di morale saviezza (Como 1796); Il nuovo manuale di Epitteto (ibid. 1804);
- Guida alla vita cristiana (apparsa a Modena nel 1811 in testo latino e italiano).

## Opuscoli
- Riflessioni sui XV misteri del rosario, per Vincenza gli Affetti sul Pater nostro, per Benedetto l'Esposizione dell'orazion domenicale in italiano e in latin biblico (tutti Como 1794)
- L'uomo privato e pubblico, con in appendice la Politica di Plutarco e L'indiano di buon senso di Ph.D. Chesterfield (ibid. 1804)
- Pauli Jovii episcopi Nucerini de humano victu epistola…, et inscriptio coenationis. Accedunt Jo. Baptistae Jovii emendationes Italicae et notae (ibid. 1808).
- prologo e le idee sulla tristezza (ibid. 1812).

### Novela
- Versi epici in morte di Francesco Zanotti (Milano 1785), Epigrammi (Como 1802), Inno a Elia (ibid. 1804), Poemetti due, in morte di S. Bettinelli e Giuseppa Cigalini (ibid. 1809)
- Versi d'un prosatore d'anni sessantadue, latini e italiani, pubblicati nel giorno del battesimo del principe imperiale e re (ibid. 1811);
- In prosa, le Osservazioni per la vita di Plinio Cecilio (ibid. 1800)
- Lettre de J.-B. Giovio au citoyen J.-B. Chaton, soldat de la sixième demi-brigade de ligne (ibid. 1802)
- Scritti ultimi del difensore di G.F. Valentini (ibid. 1806)
- Una delle difese d'ufficio talvolta assunte dal G. (il Valentini era accusato d'uxoricidio)
- Prose del conte G.B. Giovio (Milano 1824)

## Crítica de arte
- Discorso sopra la pittura (Londra [Lugano] 1776)
- La Lettera sopra Giacomo da Ponte detto il Bassano (Como 1777)
- Pel nuovo organo opera de' signori Serassi nel santuario del Crocifisso. Lettere ed iscrizioni (ibid. 1808).